# Orly
Orly è un comune francese di 21 151 abitanti situato nel dipartimento della Valle della Marna nella regione dell'Île-de-France.

## Società

### Evoluzione demografica
Abitanti censiti

## Infrastrutture e trasporti
Qui è situato l'Aeroporto di Parigi Orly, uno dei due principali aeroporti di Parigi.

## Amministrazione

### Gemellaggi
- Campi Bisenzio[2]